# Wielki Wschód Ludów Rosji
Wielki Wschód Ludów Rosji – wolnomularstwo polityczne w Imperium Rosyjskim. Za jedyny cel stawiało sobie obalenie monarchii, rezygnując z doskonalenia duchowego, rytuałów i ceremonii.

## Literatura
- Aleksander Michałowicz Romanow, Byłem wielkim księciem, Studio Wydawnicze Unikat, Białystok 2004.